# Георги Димитров (офицер)
Вижте пояснителната страница за други личности с името Георги Димитров.
Георги Ганчев Димитров е български офицер, генерал-майор.

## Биография
Роден е на 6 февруари 1930 г. в град Твърдица. Завършва основно образование в родния си град (тогава село), а средно образование в гимназията в Нова Загора. Първоначално учи във Военното училище през 1945 г. като суворовец. От 1948 до 1950 г. учи в Народното военно училище във Велико Търново и завършва неговия 71-ви випуск. Военната му служба започва в девета танкова дивизия в Сливен. През 1953 г. завършва Военно-техническата академия. След това е назначен в Оперативното управление на Генералния щаб на българската народна армия. От 1964 г. е задочен аспирант (докторант) по военна история. Защитава дисертация за развитието на военното изкуство. Същевременно завършва история в Софийския университет и машинно инженерство във ВМЕИ-София. Завършва Военната академия на Генералния щаб на армията на СССР. В Академията през февруари 1974 г. защитава дисертация за доктор на историческите науки, свързана с локалните войни след Втората световна война. По този начин става първия офицер доктор на науките в българската армия, докато полковник Асен Сурдолов е първия офицер доктор по военни науки. От 24 октомври 1982 г. до 1987 г. е началник-щаб на трета армия. По това време става член на Окръжния комитет на БКП в града. По-късно е началник на научното управление на Министерството на народната отбрана и началник-щаб на инспектората (1987 – 1988). Излиза в запас през 1988 г. От 1990 до 1992 г. е главен секретар на Съюза на офицерите и сержантите от запаса и резерва. През 1994 г. става член на Националния и Изпълнителния съвет на партия „Съюз на отечеството“ на Гиньо Ганев. При учредяването на Сдружение „Българи“ през 2003 г. става негов председател. Награждаван е с нагръден знак „Ветеран-подводник КЧФ“. Умира през 2012 г.

## Военни звания
- лейтенант – 1950
- полковник – 1964
- генерал-майор – 1984